# Једна половина дана
„Једна половина дана“ је југословенски ТВ филм из 1985. године. Режирао га је Сава Мрмак, а сценарио је писао Миленко Вучетић.

## Улоге
| Глумац              | Улога               |
| ------------------- | ------------------- |
| Данило Лазовић      | командир Бојић      |
| Милан Стрљић        | комесар Стеван Бура |
| Милан Ерак          | подофицир Столе     |
| Тихомир Станић      | партизан дезертер   |
| Душан Војновић      | Лука                |
| Златко Радојевић    | Данко               |
| Жарко Лаушевић      | Ђука                |
| Бранко Видаковић    | Бели                |
| Стеван Гардиновачки | Васа                |
| Михајло Плескоњић   |                     |
| Милица Радаковић    |                     |
| Михајло Викторовић  | Секула Јововић      |
| Владан Живковић     |                     |